# Dionysia wendelboi
Dionysia wendelboi là một loài thực vật có hoa trong họ Anh thảo. Loài này được Podlech mô tả khoa học đầu tiên năm 1981.